# Tachytrechus longiciliatus
Tachytrechus longiciliatus är en tvåvingeart som först beskrevs av Van Duzee 1931. Tachytrechus longiciliatus ingår i släktet Tachytrechus och familjen styltflugor.
Artens utbredningsområde är Panama. Inga underarter finns listade i Catalogue of Life.